# Wojciech Hensel

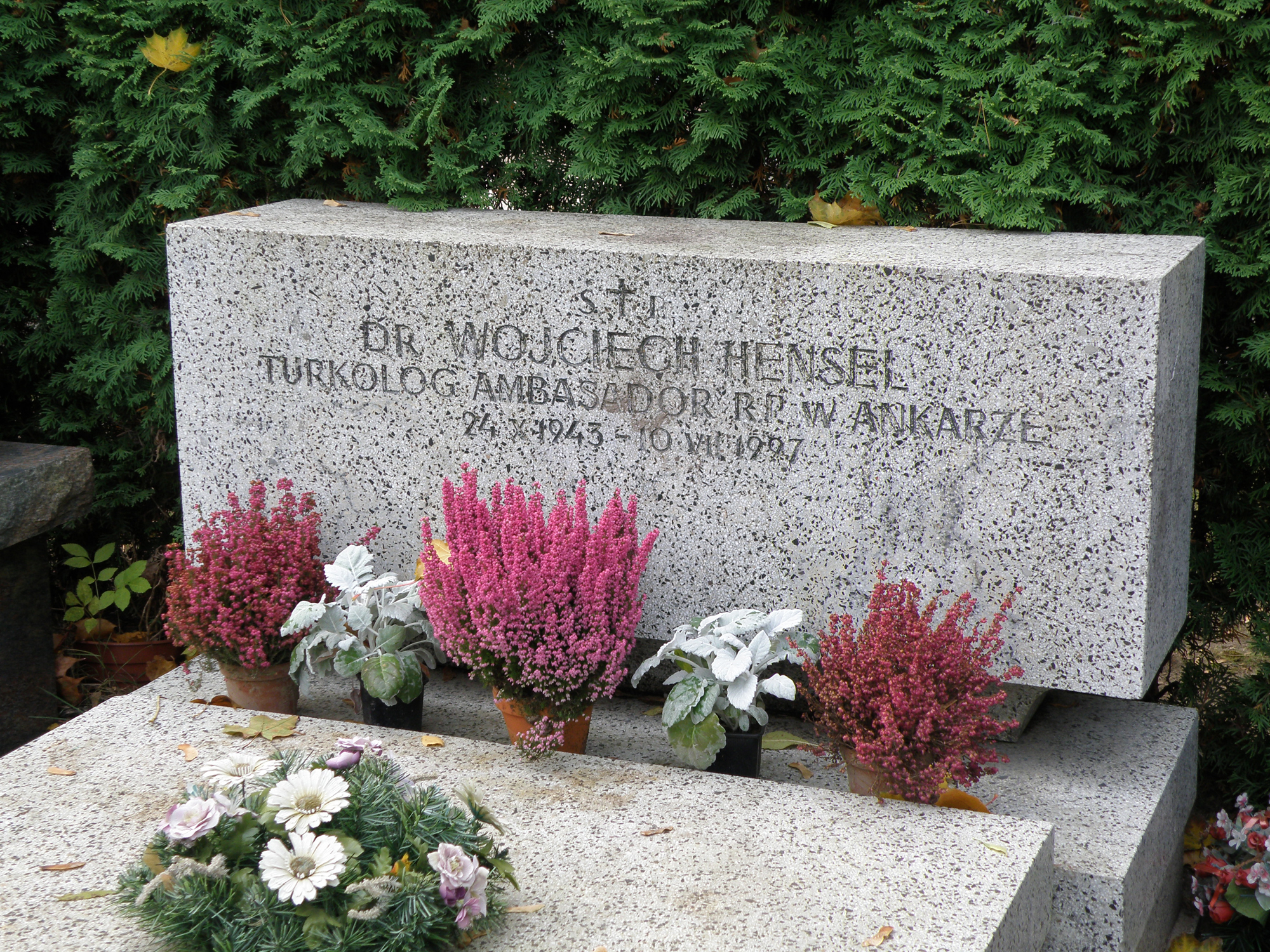
Grób Wojciecha Hensla

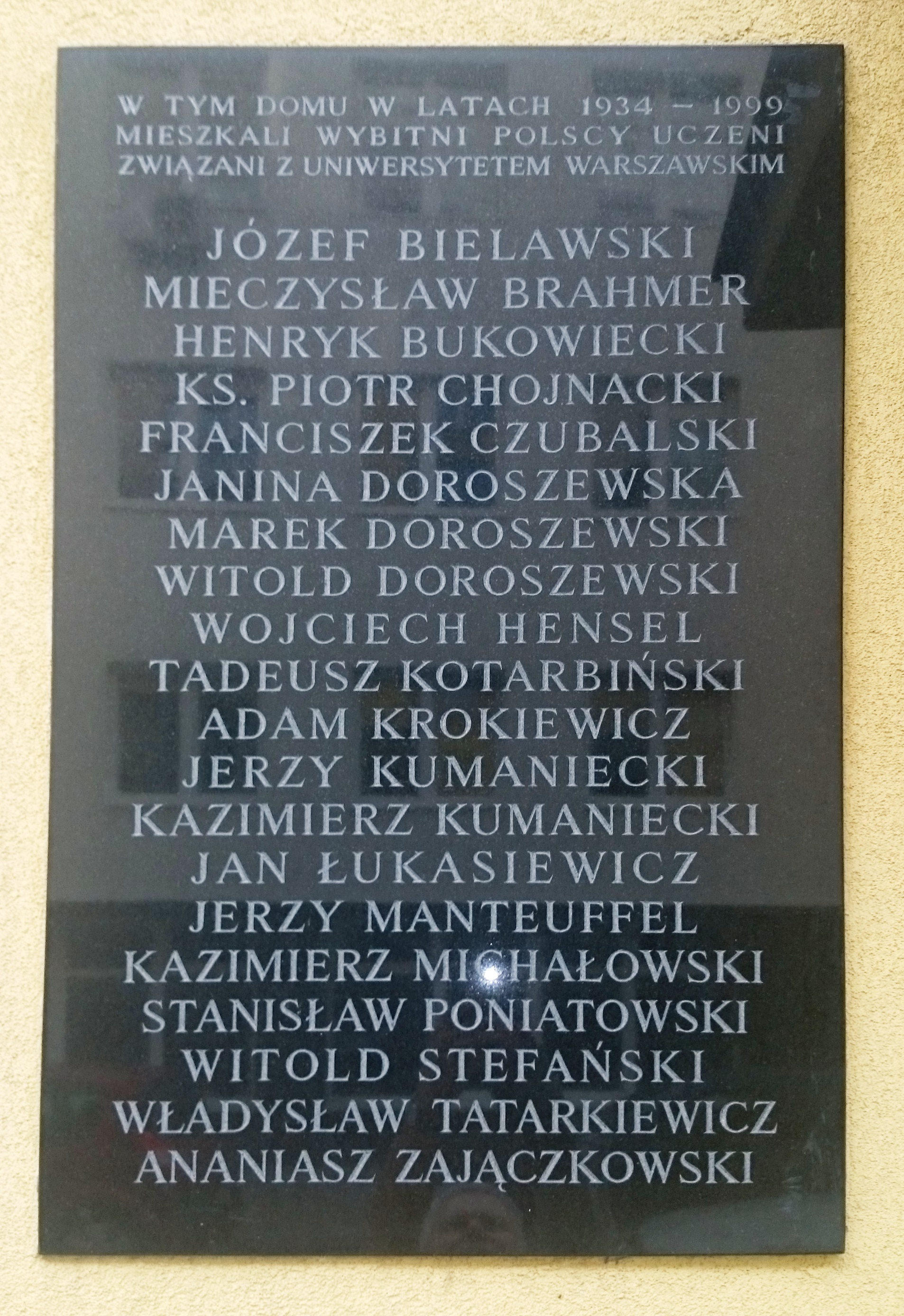
Tablica pamiątkowa w domu przy ul. Sewerynów 6.

Wojciech Hensel (ur. 24 października 1943 w Warszawie, zm. 10 lipca 1997 w Stambule) – polski turkolog, tłumacz, doktor nauk humanistycznych, ambasador w Turcji (1992–1997). Oceniany jako jeden z wybitniejszych turkologów swojego pokolenia.

## Życiorys
Ukończył XLIII LO im. gen. Karola Świerczewskiego w Warszawie (1961), a następnie turkologię na Uniwersytecie Warszawskim (1966). Pracę magisterską Kronika Stepu Kipczackiego – Tevārīḫi dešt-i Qipčaq – jako źródło do dziejów Chanatu Krymskiego napisał pod kierunkiem Jana Reychmana. Bezpośrednio po obronie zatrudniony na stanowisku asystenta w Zakładzie Turkologii UW Instytutu Orientalistycznego UW. Przebywał na popytach stypendialnych w Turcji i Rosji. W styczniu 1978 uzyskał doktorat z nauk humanistycznych, broniąc pracę Zagadnienie jasyru z ziem dawnej Rzeczypospolitej na Krymie i w Turcji w XV–XVII wieku. Pracę zaczął pisać pod kierunkiem Reychmana, jednak ze względu na jego śmierć w 1975, promotorem został Józef Bielawski. Tematyki historycznej miała się tyczyć także praca habilitacyjna o kształtowaniu się elit władzy w imperium osmańskim.
Autor prac naukowych i przekładów z tureckiego, także literatury współczesnej. Jego zainteresowania obejmowały historię Turcji i Chanatu Krymskiego, współczesna literatura, język osmańsko-turecki, kultura Turcji, problematyka gruzińska. Poza tureckim, uczył się perskiego i arabskiego. Sekretarz, a następnie sekretarz generalny Towarzystwa Polsko-Tureckiego. Członek Zarządu Oddziału Warszawskiego i Zarządu Głównego Polskiego Towarzystwa Orientalistycznego.
Od 2 czerwca 1992 do 31 maja 1997 ambasador RP w Turcji.
Mieszkał przy ul. Sewerynów 6 w Warszawie w kamienicy Stowarzyszenia Mieszkaniowego Spółdzielcze Profesorów UW. Syn Marii z d. Chmielewskiej i Witolda Hensla; brat Zdzisława, Leszka i Barbary Hensel-Moszczyńskiej. W młodości należał do Drużyny Walterowskiej Jacka Kuronia. Profesjonalnie trenował tenis. Reprezentował na turniejach Legię, był także trenerem tego klubu.
Zmarł 10 lipca 1997 w Stambule. Pochowany na Cmentarzu Wojskowym na Powązkach w Warszawie (kwatera 3A Tuje-3-42).

## Wybrane publikacje
- Tadeusz Majda, Wojciech Hensel, Wybór klasycznych i współczesnych tekstów tureckich. Cz. 2, Poezja, Warszawa: Wydawnictwa Uniwersytetu Warszawskiego, 1982.
- Wojciech Hensel, Leh sefaretnamelerinde Türkiye (XVI.-XVII. yy.), İstanbul: Edebiyat Fakültesi Basımevi, 1986.
- Wojciech Hensel, Ilia Tabagua, Gruzja wczoraj i dziś, Warszawa: Wydawnictwo „Książka i Wiedza”, 1976.
- Wojciech Hensel, Stambuł i okolice: przewodnik turystyczny, Warszawa: Krajowa Agencja Wydawnicza, 1986.

Tłumaczenia
- Yaşar Kemal, Legenda Tysiąca Byków, Warszawa: Państwowy Instytut Wydawniczy, 1983.
- Sylvia Pankhurst, Z kraju królowej Saby, Warszawa: Państwowy Instytut Wydawniczy, 1977.
- David Marshall Lang, Dawna Gruzja, Warszawa: Państwowy Instytut Wydawniczy, 1972.
- David Diringer, Alfabet czyli Klucz do dziejów ludzkości, Warszawa: Państwowy Instytut Wydawniczy, 1972.
- Rycerz w tygrysiej skórze, Warszawa: Państwowe Wydawnictwo Naukowe, 1979.